# Sobrightttttttt
Sobrightttttttt는 대한민국의 싱어송라이터 소금의 데뷔 정규 음반으로, 바밍 타이거를 통해 2019년 10월 21일에 발매되었다. 한국대중음악상 최우수 R&B 음반 후보에 올랐다.

## 배경
소금은 하입비스트 코리아와의 인터뷰에서 음반 제목의 의미를 설명했다.
제 본명이 소희예요. 흴 소 밝을 희. 한자를 풀어 해석하면 희고 밝다라는 뜻이죠. 그래서 항상 나를 표현할 때 ‘So Bright’이라고 하곤 했는데, 첫 앨범 제목으로 딱이라고 생각했어요.

## 음악 및 가사
윈진은 '일렉트로닉, 앰비언트 사운드를 바탕으로 축축한 질감의 신시사이저를 적극적으로 활용하고, 독특한 소스들을 난입시켜서 고유한 무드를 완성'했다. 한편 '특유의 어눌한 톤으로 옆에서 말하듯 속삭이는 보컬은 먹먹한 사운드와 맞물려 넘실거리는 그루브를 만들어'낸다.
소금은 "Kill Me"에서 '생기 없이 부정적인 메시지를 던지며 가라앉다'가도 곧바로 "Dance!"에서 재기 발랄함을 뽐낸다. "Kimchisoup"에서 랩과 보컬의 경계를 허물다가도 선명한 어쿠스틱 기타 선율 위에서 "무슨 바람이 불었나"를 또렷이 노래한다. "Smile"에서는 '붐뱁 비트 위에서 전자피아노 사운드를 반복적으로 연주하며 화자의 복잡한 감정선을 잘 표현'한다.

## 평가
<리드머>의 황두하는 음반에 5점 만점에 4점을 주었다. 그는 음반이 '얼터너티브 알앤비의 새로운 면을 제시했다'고 평했다.
<이즘>의 김도헌은 음반에 5점 만점에 2.5점을 주었다. 그는 음반이 소금이 어떤 음악가인지 알리는 데는 적합하지만 '감각과 느낌만 남아 흐릿하게 스치고 각인되지 못하기에 인상적이지는 않다'고 평했다.

### 연말 목록
| 출판사   | 목록                               | 순위 | 각주  |
| -------- | ---------------------------------- | ---- | ----- |
| <리드머> | 2019년 최고의 한국 R&B 음반 10장   | 1    | [ 5 ] |
| <리드머> | 2010년대 최고의 한국 R&B 음반 10장 | 7    | [ 6 ] |

## 수상 및 후보
| 시상식           | 연도 | 부문            | 결과 | 각주  |
| ---------------- | ---- | --------------- | ---- | ----- |
| 한국대중음악상   | 2020 | 최우수 R&B 음반 | 후보 | [ 7 ] |
| 한국 힙합 어워즈 | 2020 | 올해의 R&B 앨범 | 후보 | [ 8 ] |

## 곡 목록
전체 작사: 소금. 전체 작곡: BJ 원진
| #            | 제목                   | 재생 시간 |
| ------------ | ---------------------- | --------- |
| 1.           | 〈Kill Me〉            | 2:42      |
| 2.           | 〈Dance!〉             | 1:51      |
| 3.           | 〈BadBadBad〉          | 2:27      |
| 4.           | 〈Delicious〉          | 2:09      |
| 5.           | 〈무슨 바람이 불었나〉 | 2;33      |
| 6.           | 〈More Love〉          | 2:33      |
| 7.           | 〈Stand Alone〉        | 0:57      |
| 8.           | 〈Kimchisoup〉         | 2:00      |
| 9.           | 〈나 홀로 집에〉       | 1:55      |
| 10.          | 〈Take a Waltz〉       | 3:38      |
| 11.          | 〈Holdinon〉           | 2:18      |
| 12.          | 〈Smile〉              | 1:47      |
| 총 재생 시간 | 총 재생 시간           | 26:54     |